# Enicospilus pescadori
Enicospilus pescadori là một loài tò vò trong họ Ichneumonidae.